# James Moody (Saxophonist)

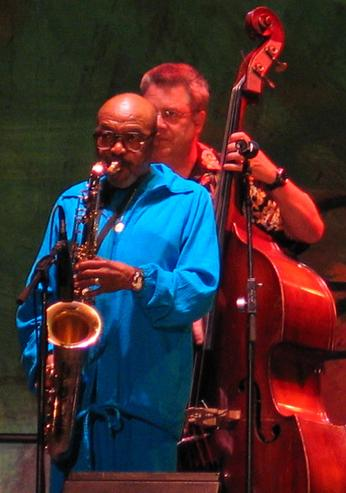
James Moody (Puerto Rico 2007)

James Moody (* 26. März 1925 in Savannah, Georgia; † 9. Dezember 2010 in San Diego, Kalifornien) war ein US-amerikanischer Jazzmusiker (Tenor- und gelegentlich Altsaxophon, Flöte, Gesang), Komponist und Bandleader. Er war einer der ersten Tenorsaxophonisten, die Bebop spielten, und galt als „Institution im Jazz“ (Scott Yanow).

## Leben und Wirken
Moody, dessen Vater bei Tiny Bradshaw Trompete spielte, wuchs in Pennsylvania und New Jersey auf und erlernte ab 1941 autodidaktisch Saxophon. Inspiriert wurde er unter anderem durch Don Byas und Count Basie. In der US Air Force spielte er ab 1943 in einer Militärkapelle. Ab 1946 spielte er bis 1948 in dessen Dizzy Gillespie Big Band bei Dizzy Gillespie, mit dem er auch später sporadisch zusammenarbeitete; daneben spielte er mit Bebop-Musikern wie Al Haig, Howard McGhee und Milt Jackson. Sein erstes Album erschien 1948 bei Blue Note Records. Von 1948 bis 1951 hielt er sich in Europa auf, wo er unter anderem mit Tadd Dameron in Paris und Arne Domnérus in Stockholm zusammenarbeitete. Mit Dameron und Miles Davis trat er im Mai auf dem Festival International 1949 de Jazz auf. Am Ende einer Aufnahmesession mit Lars Gullin lieh er sich zum Spaß dessen Altsaxophon: Sein Solo über „I’m In The Mood For Love“ machte ihn als großen Improvisator bekannt; das Stück wurde später als „Moody’s Mood for Love“ zu einem Hit für King Pleasure und Blossom Dearie.
Anschließend arbeitete er in den Vereinigten Staaten bis 1953 mit Babs Gonzales und leitete dann seine eigene Jazz-Combo, in der er mit dem Sänger Eddie Jefferson arbeitete (1953 bis 1957, dann wieder 1968 bis 1973). Aufnahmen von 1954/55 wie „Moody’s Workshop“ zeigten ihn als einen großen Balladenspieler dieser Zeit, mit erdigen, vom Rhythm and Blues geprägten Soli. Sowohl auf dem Tenorsaxophon als auch auf der Querflöte, die er auf Anregung von Yusef Lateef ab dem Ende der 1950er Jahre einsetzte, entwickelte er einen warmen Klang, der die dunklen Register bevorzugte. 1958 schuf er sein Album Last Train from Overbrook, dem zahlreiche gute Alben für Argo Records folgten. Ende der 1950er tourte er mit einem Tentett durch den Süden der Vereinigten Staaten.
1962 arbeitete er mit Gene Ammons und Sonny Stitt in der Formation Battle of the Saxophones, dann wieder in Gillespies Bigband, mit der er 1968 auf dem Newport Jazz Festival und den Berliner Jazztagen auftrat. Zu hören war er auch auf Gillespies Album The Real Thing. 1971 war er einer der Hauptsolisten auf Charles Mingus’ Bigband-Album Let My Children Hear Music. Zwischen 1974 und 1980 war er in Las Vegas in der Showband eines Hotels beschäftigt und begleitete Gaststars. Seitdem ist er wieder in der Jazzszene aktiv und arbeitete vorwiegend mit kleineren Formationen, zu denen in den 1980er Jahren George Mraz und Victor Jones, im darauf folgenden Jahrzehnt Mulgrew Miller, Marc Copland und Terri Lyne Carrington gehörten. Er legte zahlreiche Aufnahmen mit seinem Quartett (mit Renee Rosnes) vor, spielte u. a. mit den Dizzy Gillespie Alumni All-Stars und arbeitete 2007 auch mit der WDR-Bigband. Noch im November 2009 spielte Moody u. a. mit Cyrus Chestnut und der Sängerin Roberta Gambarini in Deutschland.
Moody wurde 1998 als NEA Jazz Master geehrt. Er lebte mit seiner Gattin Linda in San Diego. Wie sein Freund und Vorbild Gillespie begeisterte er sich für den Bahai-Glauben und engagierte sich in der religiösen Gemeinschaft.

## Ausgewählte diskographische Hinweise
- 1951: Sax Talk (Disques Vogue)
- 1954: Moody’s Sound For Blues (OJC)
- 1954: Hi-Fi Party (OJC)
- 1955: Wail, Moody, Wail (OJC)
- 1970: The Teachers (Perception)
- 1971: Heritage Hum (Perception)
- 1973: Sax & Flute Man (Paula Records)
- 1986: Something Special (Novus)
- 1987: Moving Forward (Novus)
- 1989: Sweet And Lovely (Novus)
- 1990: Honey (Novus)